# Untitled
„Untitled“ е седмият студиен албум на немската НДХ група „Рамщайн“, издаден на 17 май 2019 г. от лейбъла „Юнивърсъл“. Албумът, излязъл десет години след последния - „Liebe ist für alle da“, пауза, по време на която групата прави редица успешни турнета, е продуциран от Олсен Инволтини, който освен това е звукорежисьор на колектива и китарист на проекта на Рихард Круспе „Емигрейт“.  

## Критика
Албумът е оценен положително от критиката. Достига до първо място в над десет страни. „Untitled“ е най-продаваният албум в Германия, Австрия и Швейцария през 2019 г., като постига и рекорд за най-много продадени копии седмица след издавенето му в Германия през XXI век. Сред наградите на албума е и пет пъти златен сертификат, връчен от BVMI, за продадени над 500 хил. копия в Германия.

## Сингли
Албумът включва три сингъла - „Deutschland“, вторият номер 1 хит на групата у дома след „Du hast“, а „Radio“ и „Ausländer“ влизат в топ 5 на синглите в Германия.